# بوبا ری دادلی
بوبا ری دادلی (انگلیسی: Bubba Ray Dudley؛ زادهٔ ۱۴ ژوئیهٔ ۱۹۷۱) کشتی‌گیر کشتی حرفه‌ای اهل ایالات متحده آمریکا است.
وی همچنین برندهٔ جوایزی همچون تالار شهرت دبلیو دبلیو ای شده‌است.